# Limacolasia
Limacolasia är ett släkte av fjärilar. Limacolasia ingår i familjen snigelspinnare.
Kladogram enligt Catalogue of Life:
| Limacolasia | \| \| Limacolasia dubiosa \| \| \| \| \| \| Limacolasia ruficollaris \| \| \| \| |
|             | \| \| Limacolasia dubiosa \| \| \| \| \| \| Limacolasia ruficollaris \| \| \| \| |
|             | Limacolasia dubiosa                                                              |
|             |                                                                                  |
|             | Limacolasia ruficollaris                                                         |
|             |                                                                                  |